# 侯赛因·卡米勒

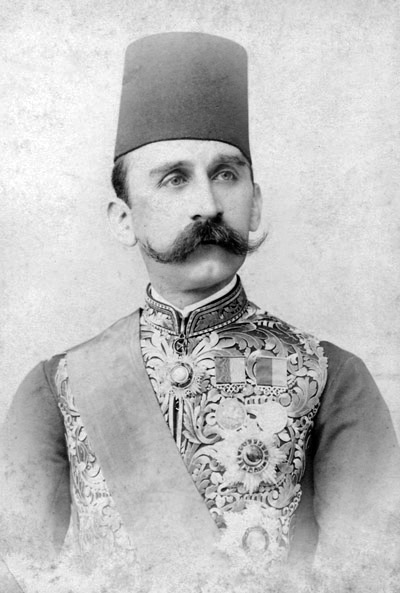
侯赛因·卡米勒

侯赛因·卡米勒（阿拉伯语：‎；1853年11月21日—1917年10月9日) ，亦称侯赛因一世，1914年-1917年担任埃及国家元首（苏丹，Sultan of Egypt），是埃及穆罕默德·阿里王朝的第八位统治者。

## 生平

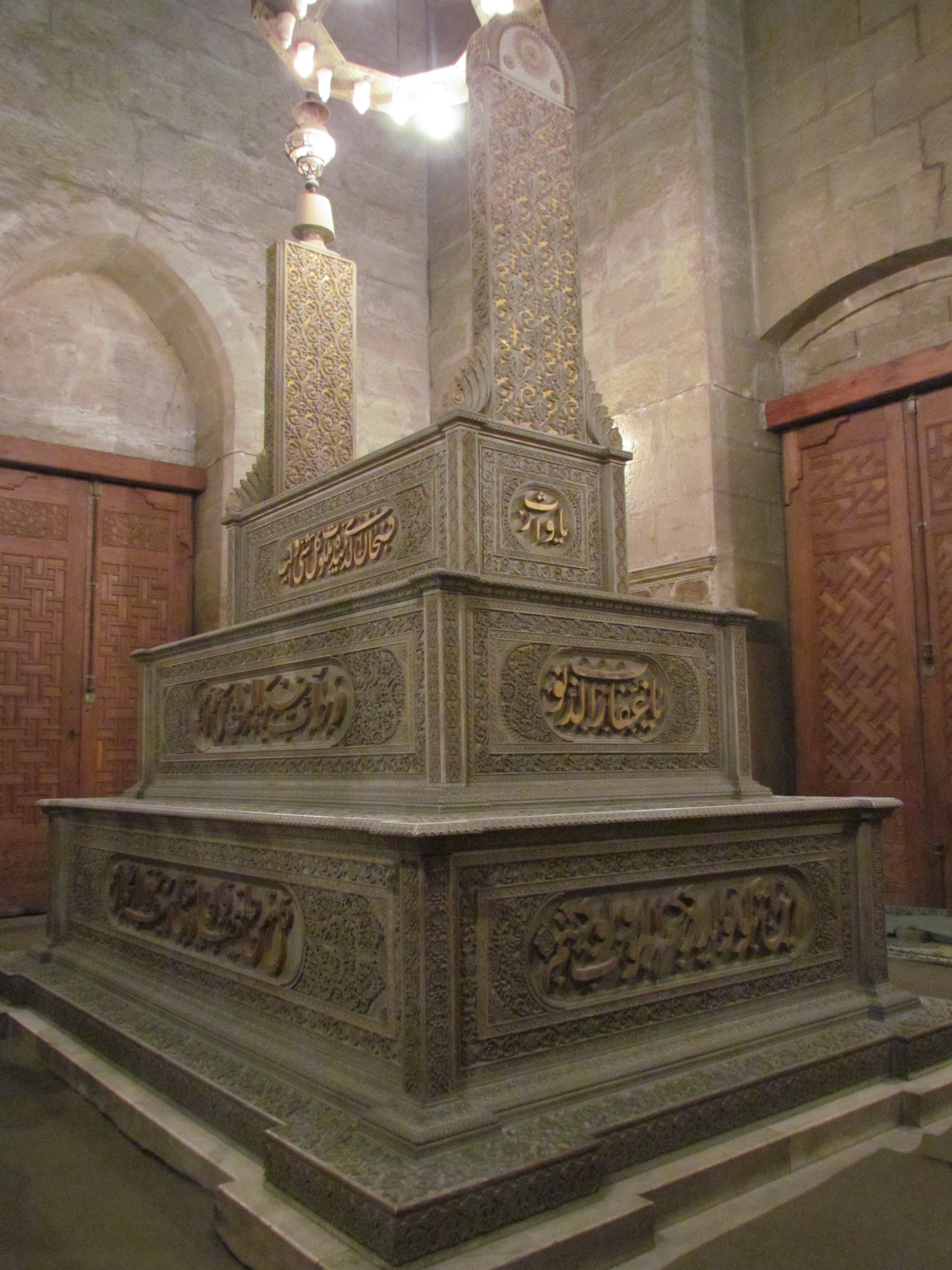
蘇丹，海珊·卡米勒，在開羅Al-Rifa'i 清真寺的墓

侯赛因·卡米勒是埃及统治者伊斯梅尔帕夏的次子，生于埃及开罗。
第一次世界大战期间，在英国军队占领埃及后，埃及成为被保护国，而侯赛因·卡米勒于1914年12月19日成为埃及新任国家元首（苏丹，Sultan of Egypt）。
侯赛因·卡米勒于1917年去世，而他的独子Kamal al-Din Husayn拒绝接任元首一职。因此，侯赛因·卡米勒的弟弟继位成为福阿德一世。